# Сапрыкин, Иван Дмитриевич
Иван Дмитриевич Сапрыкин (род. 1928) — передовик советского сельского хозяйства, тракторист совхоза имени 2-й пятилетки Сорочинского района Оренбургской области, Герой Социалистического Труда (1966).

## Биография
Родился в 1927 году в посёлке Юринский, ныне Красногвардейского района Оренбургской области в русской крестьянской семье. Завершил обучение в семи классах Старбогдановской школы-семилетки и начал трудовую деятельность в годы Великой Отечественной войны в возрасте 13-ти лет. В 1943 году стал работать комбайнёром в совхозе имени 2-й пятилетки Сорочинского района Чкаловской области. В 1949 году был призван в ряды Советской Армии.
Демобилизовался в 1952 году, вернулся в родные края. С 1952 по 1967 годы вновь трудился трактористом совхоза 2-й пятилетки Сорочинского района. Постоянно побеждал в различных социалистических соревнованиях, был мастером своего трудового дела. Были трудовые дни когда Сапрыкин обмолачивал до 30 гектаров посевной площади. Автор идеи группового ведения уборки урожая, создания уборочно-транспортных звеньев.
Ремонтом и восстановлением техники всегда занимался сам. В совхозной дирекции неоднократно пытались предоставить ему новый комбайн, однако Герой наотрез отказывался. 
Указом Президиума Верховного Совета СССР от 23 июня 1966 года за успехи, достигнутые в увеличении производства и заготовок пшеницы, ржи, гречихи, других зерновых и кормовых культур и высокопроизводительном использовании техники Ивану Дмитриевичу Сапрыкину присвоено звание Героя Социалистического Труда с вручением ордена Ленина и золотой медали «Серп и Молот».
С 1967 по 1977 годы работал в должности управляющего отделением совхоза 2-й пятилетки Сорочинского района Оренбургской области. Постоянно передавал опыт и знания молодым специалистам. Многие из его учеников стали передовиками сельскохозяйственного производства, в том числе и его сын — комбайнер.

## Награды
За трудовые успехи удостоен:
- золотая звезда «Серп и Молот» (23.06.1966)
- орден Ленина (23.06.1966)
- Медаль «В ознаменование 100-летия со дня рождения Владимира Ильича Ленина»
- другие медали.